# برین تیسن-ایتون
برین تیسن-ایتون (انگلیسی: Brianne Theisen-Eaton؛ زادهٔ ۱۸ دسامبر ۱۹۸۸) ورزشکار هفت‌گانه و پنج‌گانه اهل کانادا است.
وی در مسابقات کشوری و بین‌المللی در مجموع برندهٔ ۲ مدال طلا، ۳ مدال نقره، ۲ مدال برنز شده‌است.